# Шапошников, Борис Иванович
Борис Иванович Шапошников (род. 1936, Ленинград) — советский самбист, призёр чемпионатов СССР, мастер спорта СССР (1957). Кандидат технических наук (1966), доцент (1969).

## Биография
Выпускник Черноморского высшего военно-морского училища имени Нахимова 1958 года.
В 1955—1971 годах — член сборной Ленинграда. Работал начальником лаборатории, адъюнктом, преподавателем, старшим преподавателем, заведующим кафедрой Высшего военно-морского училища подводного плавания имени Ленинского комсомола.
С 2000 года доцент Международного банковского института.
Написал более 50 научных работ, 10 книг, 2 учебника.

## Спортивные результаты
- Чемпионат СССР по самбо 1955 года — ;
- Чемпионат СССР по самбо 1956 года — ;
- Чемпионат СССР по самбо 1958 года — ;
- Чемпионат СССР по самбо 1962 года — ;
- Чемпионат СССР по самбо 1964 года — ;
- Чемпионат СССР по самбо 1969 года — ;